# Kanrei
Kanrei (管領, Kanrei) era un alt càrrec polític al Japó feudal; aquest es tradueix generalment com a ajudant del shogun o vice shogun. Després del 1337, havia realment dos Kanrei, el Kyoto Kanrei i el Kantō Kanrei.
Originalment, des 1219 i fins al 1333, el càrrec era sinònim amb el de Rokuhara Tandai, i estava instal·lat a Kyoto. El clan Hojo monopolitza aquest càrrec, i durant aquest període van controlar ambdues diputacions, - cap meridional, i cap del nord. De 1336-1367, la diputació fou anomenada Shitsuji. El primer a obtenir aquest títol va ser Ko no Moronao. En 1367, Hosokawa Yoriyuki va ser elegit per un consell a ser diputat (Kyoto Kanrei). Per assegurar la lleialtat dels seus col·legues, els clans Hatakeyama i Shiba, va proposar que tres famílies compartissin el càrrec de Kanrei, alternant a qualsevol problema es presentés. Amb això va néixer el Sant-Kan o Tres Kanrei. De totes maneres, el 1379, Les accions de Yoriyuki van provocar el ressentiment de certs senyors de gran influència, que van pressionar pel seu acomiadament. Després d'això, el Kyoto Kanrei va decidir no portar més les responsabilitats de kanrei, i simplement va realitzar els seus mandats en una posició consultiva i executiva.

## Kanrei
- Shitsuji
  - 1336-1349 Kō no Moronao (?-1351)
  - 1349 Kō no Moroyo (?-1351)
  - 1349-1351 Kō no Moronao (?-1351)
  - 1351-1358 Niki Yoriaki (1299-1359)
  - 1358-1361 Hosokawa Kiyouji (?-1362)
- Kanrei
  - 1362-1366 Shiba Yoshimasa (1350-1410)
  - 1368-1379 Hosokawa Yoriyuki (1329-1392)
  - 1379-1391 Shiba Yoshimasa (1350-1410)
  - 1391-1393 Hosokawa Yorimoto (1343-1397)
  - 1393-1398 Shiba Yoshimasa (1350-1410)
  - 1398-1405 Hatakeyama Motokuni (1352-1406)
  - 1405-1409 Shiba Yoshinori (1371-1418)
  - 1409-1410 Shiba Yoshiatsu (1397-1434)
  - 1410-1412 Hatakeyama Mitsuie (1372-1433)
  - 1412-1421 Hosokawa Mitsumoto (1378-1426)
  - 1421-1429 Hatakeyama Mitsuie (1372-1433)
  - 1429-1432 Shiba Yoshiatsu (1397-1434)
  - 1432-1442 Hosokawa Mochiyuki (1400-1442)
  - 1442-1445 Hatakeyama Mochikuni (1398-1455)
  - 1445-1449 Hosokawa Katsumoto (1430-1473)
  - 1449-1452 Hatakeyama Mochikuni (1398-1455)
  - 1452-1464 Hosokawa Katsumoto (1430-1473)
  - 1464-1467 Hatakeyama Masanaga (1442-1493)
  - 1467-1468 Shiba Yoshikado (?-?)
  - 1468-1473 Hosokawa Katsumoto (1430-1473)
  - 1473 Hatakeyama Masanaga (1442-1493)
  - 1478-1486 Hatakeyama Masanaga (1442-1493)
  - 1486 Hosokawa Masamoto (1466-1507)
  - 1486-1487 Hatakeyama Masanaga (1442-1493)
  - 1487-? Hosokawa Masamoto (1466-1507)
  - 1490 Hosokawa Masamoto (1466-1507)
  - 1495-1507 Hosokawa Masamoto (1466-1507)
  - 1508-1525 Hosokawa Takakuni (1484-1531)
  - 1525 Hosokawa Tanekuni
  - 1527 Hatakeyama Yoshitaka (?-1532)
  - 1536 Hosokawa Harumoto (1514-1563)
  - 1546 Rokkaku Sadayori (1495-1552)
  - 1552-1564 Hosokawa Ujitsuna (?-1564)